# Susana Sumelzo Jordán
Susana Sumelzo Jordán (Ejea de los Caballeros, 22 de desembre de 1969) és una política espanyola del Partit dels Socialistes d'Aragó (PSOE-Aragó), diputada per la província de Saragossa al Congrés dels Diputats en la X i XI legislatures, i ha estat des de juliol de 2014 fins a octubre de 2016, secretària d'Administracions Públiques del Partit Socialista Obrer Español (PSOE).

## Biografia
Nascuda el 22 de desembre de 1969 a Saragossa, resideix a Ejea de los Caballeros. Llicenciada en Dret per la Universitat de Saragossa i Postgrau en Desenvolupament Econòmic Local. En la IX legislatura va ser triada senadora per la província de Saragossa. Des del 13 de desembre de 2011 és diputada al Congrés dels Diputats per la província de Saragossa. Després del Congrés Extraordinari del PSOE celebrat el 27 de juliol] de 2014 és Secretària d'Administracions Públiques de la Comissió Executiva Federal del PSOE.
Susana Sumelzo va ser un dels quinze diputats que van votar 'no' en la segona sessió d'investidura de Mariano Rajoy per la decimosegunda legislatura del govern d'Espanya el 29 d'octubre de 2016.

## Càrrecs exercits
- Senadora per la província de Saragossa en el Senat d'Espanya (2008-2011).
- Diputada per la Província de Saragossa al Congrés dels Diputats (Des de 2011).
- Secretària general del PSOE d'Eixea (Des de 2012).[5]
- Secretària d'Administracions Públiques del PSOE (2014-2016).